# آلیشا سیلی
آلیشا سیلی (به انگلیسی: Allysa Seely)؛ زادهٔ ۴ ژانویهٔ ۱۹۸۹ ورزشکار پارالمپیک آمریکایی است. او در پارالمپیک ۲۰۱۶ ریو و در اولین دوره مسابقات سه‌گانه معلولان به رقابت پرداخت و موفق به کسب مدال طلا این مسابقات شد.

## اوایل زندگی
آلیشا سیلی در در شهر گلندیل ایالت آریزونا بزرگ شد و در سال ۲۰۰۷ از دبیرستان مانتون ریدج فارغ‌التحصیل گشت و پس از آن وارد دانشگاه ایالتی آریزونا شد.
در سپتامبر سال ۲۰۰۸ آلیشا در اولین مسابقه سه‌گانه خود برای یک گروه خیریه شرکت کرد و سپس به تیم سه‌گانه دانشگاه آریزونا پیوست. در سال ۲۰۱۰ آلیشا به ناهنجاری کیاری و نشانگان اهلرز-دنلوس مبتلا شد و سپس در اوت ۲۰۱۳ پای چپ خود را از دست داد.

## فعالیت ورزشی
آلیشا سیلی قبل از بیماری دارای رنکینگ کشوری در رشته سه‌گانه بود و پس از آن نیز در سال‌های ۲۰۱۵ و ۲۰۱۶ قهرمان رقابت‌های جهانی سه‌گانه معلولان شد.
سیلی در پارالمپیک ۲۰۱۶ ریو قهرمان شد و همچنین در رشته دوی ۲۰۰ متر بانوان نیز شرکت کرد و در جایگاه ششم قرار گرفت.